# Dossey (Dorf)
Dossey (auch: Dosey, Dosseye) ist ein Dorf in der Stadtgemeinde Birni-N’Konni in Niger.

## Geographie
Das von einem traditionellen Ortsvorsteher (chef traditionnel) geleitete Dorf befindet sich etwa neun Kilometer nordwestlich des Stadtzentrums von Birni-N’Konni, der Hauptstadt des gleichnamigen Departements Birni-N’Konni in der Region Tahoua. Größere Dörfer in der Umgebung von Dossey sind das rund zehn Kilometer südlich gelegene Massalata, das rund 14 Kilometer südwestlich gelegene Bazaga, das rund 15 Kilometer östlich gelegene Tsernaoua und das rund 19 Kilometer nordöstlich gelegene Guidan Ider.
Dossey ist Teil der Übergangszone zwischen Sahel und Sudan. Die durchschnittliche jährliche Niederschlagsmenge beträgt hier zwischen 400 und 500 mm. Das Dorf befindet sich am Ufer eines permanenten Sees namens Mare de Dossey. In der umliegenden Landschaft gibt es ein großes Trockental und eine felsige Hochebene.

## Geschichte
Dossey wurde im 18. Jahrhundert gegründet. Der Überlieferung nach soll der See von Dossey zu jener Zeit noch von einer dichten Vegetation aus Anogeissus leiocarpa und Mitragyna inermis umgeben gewesen sein. Mit Beginn des von Usman dan Fodio begonnenen Dschihad der Fulbe im Jahr 1804 wurde die Gegend zum Ziel vieler flüchtender Bauern. Dossey zählte zu den Dörfern außerhalb des Azna-Zentrums Massalata, in denen sich die traditionellen religiösen Praktiken der Azna im islamischen Umfeld Nigers am längsten halten konnten.
Im Spätsommer 2024 war Dossey von einer Cholera-Epidemie betroffen, die im Gemeindehauptort Karofane ihren Ausgang nahm und sich auch in den Dörfern Guidan Dan Baki und Takorka sowie im Stadtviertel Moun Wadata in Birni-N’Konni ausbreitete. Bis 11. September 2024 wurden in der Region Tahoua insgesamt 160 Infektionen und sechs Todesfälle erfasst.

## Bevölkerung
Bei der Volkszählung 2012 hatte Dossey 6968 Einwohner, die in 1110 Haushalten lebten. Bei der Volkszählung 2001 betrug die Einwohnerzahl 5316 in 845 Haushalten und bei der Volkszählung 1988 belief sich die Einwohnerzahl auf 4373 in 860 Haushalten.

## Wirtschaft und Infrastruktur
In Dossey wird ein Wochenmarkt abgehalten. Der Markttag ist Freitag. Es wird Bewässerungsfeldwirtschaft betrieben. Im Jahr 2020 belief sich die dafür genutzte Fläche auf 52 Hektar. Mit einem Centre de Santé Intégré (CSI) ist ein Gesundheitszentrum vorhanden. Es gibt eine Grundschule. Zwischen dem Zentrum von Birni-N’Konni und Dossey besteht eine Busverbindung.